# Monster High - Tuffo negli abissi
Monster High - Tuffo negli abissi (Monster High: Great Scarrier Reef) è un film d'animazione direct-to-video del 2016 diretto da William Lau e Jun Falkenstein, prodotto negli Stati Uniti d'America e basato sulla linea di fashion doll Monster High.

## Trama
Quando le mostramiche vengono risucchiate nella piscina della scuola, vengono trasportate nel mondo sommerso della Barriera Spaventina. Lagoona si rende conto di essere tornata a casa e, durante una missione, decide di affrontare le sue paure. Naturalmente le servirà l'aiuto delle sue amiche più mostruose per affrontare una amica-nemica del suo passato, per competere in una rappresentazione di ballo da brivido e per combattere una terribile creatura degli abissi.

## Personaggi
- Lagoona Blue (doppiata da Larissa Gallagher e in italiano da Veronica Puccio)
- Clawdeen Wolf (doppiata da Salli Saffioti e in italiano da Marzia Dal Fabbro)
- Toralei Stripe (doppiata da America Young e in italiano da Emanuela Damasio)
- Frankie Stein (doppiata da Kate Higgins e un italiano da Eleonora Reti)
- Draculaura (doppiata da Debi Derryberry e in italiano da Chiara Gioncardi)
- Kala Mer'ri (doppiata da Lyndsy Kail e in italiano da Monica Ward)
- Pery and Perle (doppiata da Rachel Staman da Giuppy Izzo e Agnese Marteddu)
- Posea (doppiata da Paula Rhodes)

## Colonna sonora
La colonna sonora è stata composta da Paul Robb e Michael Kotch.

## Distribuzione
Negli Stati Uniti il film è uscito in DVD il 12 febbraio 2016. In Germania il 10 marzo, nei Paesi Bassi il 12 ottobre, in Francia il 22 marzo e in Inghilterra il 14 marzo.